# 구로카와촌 (야마가타현)
구로카와촌(黒川村)은 야마가타현 히가시타가와군에 설치되었던 촌이다.